# Cadarı
Cadarı là một ngôi làng đô thị thuộc vùng Quba của Azerbaijan.